# NHIndustries
NHIndustries est une entreprise française chargée de la construction des hélicoptères NH90. Elle a été établie le 1er juillet 1992 par les entreprises Eurocopter (aujourd'hui Airbus Helicopters), Agusta (aujourd'hui Leonardo) et Fokker (aujourd'hui Fokker Technologies),.
NHIndustries a été spécifiquement établie pour coordonner le design, le développement, l'industrialisation, la production et la logistique pour la série d'hélicoptères NH90 avec l'agence de l'OTAN chargée de ce programme, la NATO Helicopter Management Agency (NAHEMA).

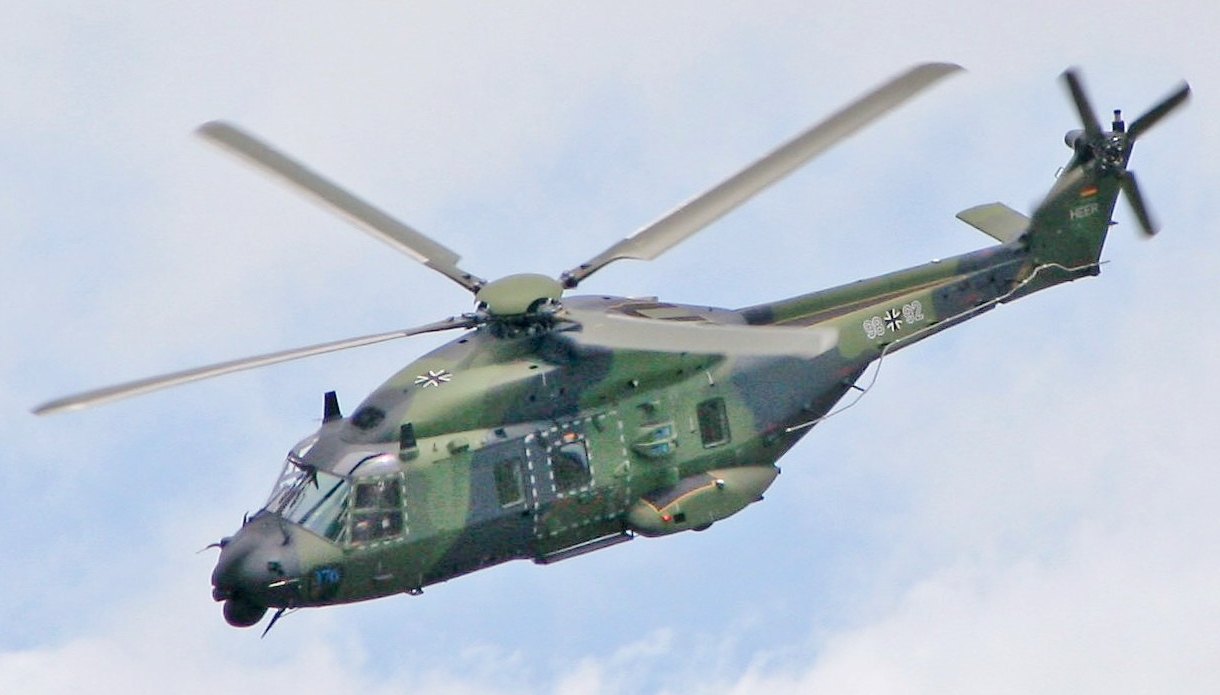
Un NH90 de l'armée de terre allemande.

## Compléments